# Landgericht Straubing
Unter dem Namen Landgericht Straubing bestand von 1806 bis 1879 ein bayerisches Landgericht älterer Ordnung mit Sitz in Straubing. Nach Inkrafttreten des Gerichtsverfassungsgesetzes 1879 wurde ein Landgericht im heutigen Sinn gebildet, das noch bis 1932 bestand.

## Funktion
Die Landgerichte älterer Ordnung waren im Königreich Bayern Gerichts- und Verwaltungsbehörden, die 1862 in ihrer Funktion als Verwaltungsbehörden von den Bezirksämtern und 1879 in ihrer Funktion als Gerichte von den Amtsgerichten abgelöst wurden. Die ab 1879 gebildeten Landgerichte entsprachen den früheren bayerischen Appellationsgerichten als Gerichte zweiter Instanz.

## Geschichte

### Appellationsgericht und Landgericht älterer Ordnung
Von 1802 bis 1808 war Straubing Sitz eines der beiden churfürstlichen und ab 1806 königlichen Hofgerichte und somit Sitz einer der zentralen Justiz- und Verwaltungsbehörden in Bayern. Die andere Stadt, die diesen Status innehatte, war München. Straubing verlor seine Stellung als Gerichts- und Regierungsstadt durch die Gebietsreform im Königreich Bayern ab dem Jahre 1840, blieb aber Sitz eines Landgerichts älterer Ordnung. Ohnehin war es von 1808 bis 1840 nur noch Appellationsgericht gewesen. Als 1879 in Bayern eine Gerichtsorganisation nach dem Gerichtsverfassungsgesetz eingeführt wurde, trat an die Stelle des alten Landgerichts ein Amtsgericht.

### Das Landgericht nach dem Gerichtsverfassungsgesetz von 1879 bis 1932
Gleichzeitig wurde ein neues Landgericht Straubing als Gericht zweiter Instanz errichtet, zu dessen Bezirk die Amtsgerichte Bogen, Kötzting, Landau an der Isar, Mallersdorf, Mitterfels, Neukirchen beim Heiligen Blut und Straubing gehörten. Das Landgericht Straubing wurde zum 1. April 1932 im Zuge von Sparmaßnahmen der bayerischen Staatsregierung wieder aufgelöst. Die Amtsgerichte Landau an der Isar und Mallersdorf kamen zum Landgericht Landshut, die anderen fünf zum Landgericht Regensburg.
In Straubing befindet sich seither nur noch ein Amtsgericht.

### Landesarbeitsgericht Straubing
Gemäß Arbeitsgerichtsgesetz vom 23. Dezember 1926 wurden in Deutschland Arbeitsgerichte gebildet. Diese waren nur in der ersten Instanz organisatorisch selbstständige Gerichte, die Landesarbeitsgerichte waren den Landgerichten zugeordnet. Am Landgericht Straubing entstand so 1927 das Landesarbeitsgericht Straubing als eines von 23 Landesarbeitsgerichten in Bayern. Sein Sprengel umfasste die Arbeitsgerichte Arnstorf, Kötzting, Landau an der Isar, Mallersdorf und Straubing. Das Landesarbeitsgericht Straubing wurde bereits zum 1. Januar 1930 aufgehoben, da die Zahl der Landesarbeitsgerichte auf 7 reduziert wurde. Die Aufgaben übernahm das Landesarbeitsgericht München.